# Kao the Kangaroo: Mystery of the Volcano
Kao the Kangaroo: Mystery of the Volcano è un videogioco d'avventura sviluppato da Tate Multimedia e pubblicato nel 2005 esclusivamente per Microsoft Windows.

## Trama
Kao viaggia per un arcipelago per raccogliere quattro artefatti che gli serviranno per sopraffare le forze maligne del vulcano, cercando di entrarci per sconfiggere il Dio del Vulcano e liberare il suo amico.

## Eredità
Kao the Kangaroo: Mystery of the Volcano è stato aggiunto a GOG.com nel febbraio del 2021, insieme a Kao the Kangaroo e Kao the Kangaroo Round 2.

## Seguito
Dopo Kao the Kangaroo: Mystery of the Volcano, non sono usciti ulteriori giochi di Kao the Kangaroo. Nel 2020 è stato annunciato un revival della serie e un quarto titolo, considerabile sia come un reboot che come sequel dei primi tre giochi di Kao, uscirà nel 2022 con il titolo Kao the Kangaroo.